# Príncipe Perfeito (Schiff)
Die Príncipe Perfeito war ein Passagierschiff der portugiesischen Reederei Companhia Nacional de Navegação (CNN) und eines der größten Passagierschiffe unter portugiesischer Flagge. 1976 wurde das Schiff nach einer relativ kurzen Dienstzeit von 15 Jahren ausgemustert. Trotz mehrerer Pläne zur zukünftigen Verwendung als Kreuzfahrtschiff kam das Schiff nicht wieder in Fahrt. Es diente zunächst unter mehreren Besitzern und Namen als Wohnschiff, bis es zuletzt mehrere Jahre lang in Griechenland auflag. 2001 wurde die ehemalige Príncipe Perfeito im indischen Alang abgewrackt.

## Bau
Die Príncipe Perfeito wurde von der portugiesischen Reederei Companhia Nacional de Navegação (CNN) in Auftrag gegeben und bei Swan Hunter in Wallsend gebaut. Der Stapellauf des neuen Flaggschiffes der Reederei fand am 22. September 1960 statt. Die Príncipe Perfeito war im Vergleich zu anderen Passagierdampfern ihrer Zeit schlicht, aber dennoch komfortabel ausgestattet, da das Schiff für längere Fahrten gebaut wurde und daher einen gewissen Standard erfüllen musste. Angetrieben wurde das Schiff von zwei Parsons-Dampfturbinen. Nach Testfahrten am 18. und 19. Mai wurde die Príncipe Perfeito im Juni 1961 schließlich an ihre Auftraggeber abgeliefert. Der Bau des Schiffes kostete die Companhia Nacional de Navegação etwa 500 Millionen Escudos.

## Dienstzeit

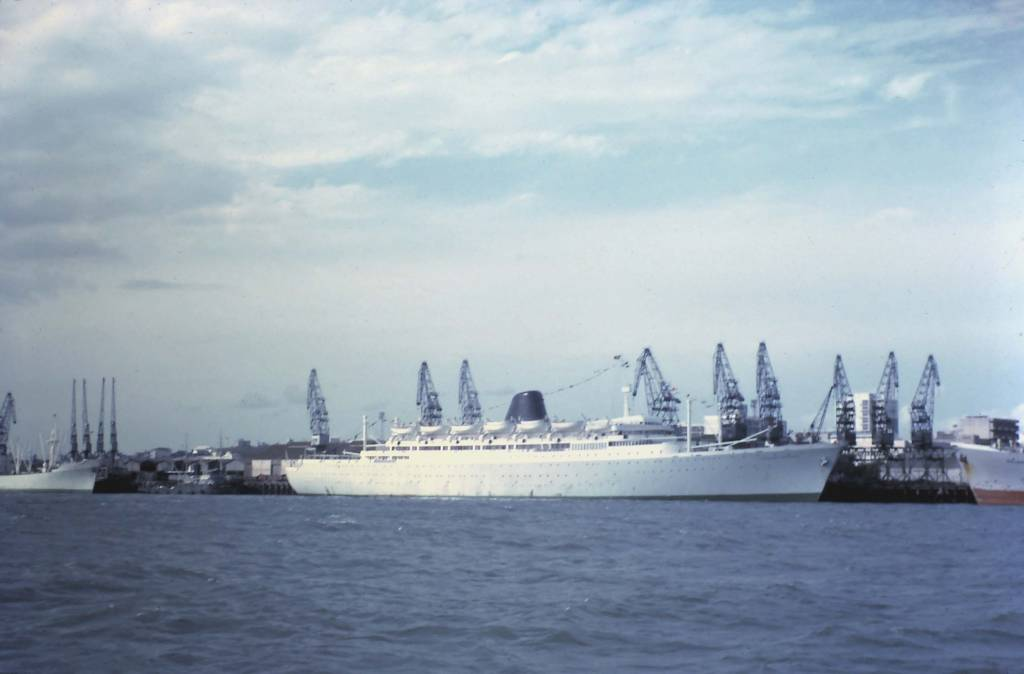
Die Príncipe Perfeito im Dezember 1967

Die Jungfernfahrt der Príncipe Perfeito fand ohne Passagiere statt, da sie zunächst in ihren Heimathafen Lissabon gebracht werden musste. Die offizielle Jungfernfahrt auf ihrer zukünftigen Route von Lissabon nach Beira fand am 27. Juni 1961 statt. Nach der ereignislosen Jungfernfahrt befuhr die Príncipe Perfeito diese Strecke 15 Jahre lang in regelmäßigen Abständen. Drei Monate nach ihrer Indienststellung wurde sie von einem noch größeren Schiff, der Infante Dom Henrique auf ihrer Route ergänzt. Im Juli 1964 brachte das Schiff den damaligen portugiesischen Präsidenten Américo Tomás zu einem Amtsbesuch nach Mosambik.
1974 vereinigte sich die CNN mit drei weiteren portugiesischen Reedereien, um die neue Companhia Portuguesa de Transportes Marítimos (CTM) zu gründen. Grund dafür war die Ölkrise 1973, die viele Reedereien durch sinkende Gewinne zur Insolvenz oder Vereinigung mit anderen Reedereien zwang. Trotz dieser großen Veränderung und sinkenden Gewinnen blieb die Príncipe Perfeito weiterhin auf ihrer alten Route.
1976 konnte das Schiff wegen der instabilen Lage in den seit 1975 unabhängigen portugiesischen Kolonialgebieten Afrikas (heute PALOP) seinen Dienst nicht weiter fortsetzen. Die Príncipe Perfeito wurde daher am 3. Januar 1976 in Lissabon aufgelegt.

## Als Wohnschiff
Im April 1976 wurde das Schiff an die Global Transportation Incorporated mit Sitz in Panama verkauft, die es in Al Hasa umbenannte. Das Schiff wurde zu seinem Erbauer nach Wallsend gebracht, um in ein Wohnschiff umgebaut zu werden. Am 14. Juni 1976 traf die Al Hasa in Dschedda ein, wo sie als Unterkunft für Werftarbeiter genutzt wurde. 1980 kaufte die Sitmar Line das Schiff und benannte es in Fairsky um. Ursprünglich sollte das Schiff für Kreuzfahrten umgerüstet werden, was jedoch bald darauf verworfen wurde. Stattdessen wurde beschlossen, einen Neubau mit gleichem Namen in Dienst zu stellen. Anschließend änderte die Reederei den Namen des Schiffes wegen des gleichnamigen Neubaus in Vera und ließ es in Itea auflegen, wo es erneut zum Verkauf angeboten wurde.
1982 wurde die Vera an den griechischen Reeder Giannis Latsis verkauft. Das Schiff wurde von Latsis in Marianna IX umbenannt, da Marianna der Name einer seiner Töchter war. Das Schiff wurde fortan als Wohnschiff in Dschedda und Rabigh eingesetzt. 1984 wurde sein Name in Marianna 9 abgeändert.
1986 wurde die Marianna 9 nach Kalamata geschleppt, um dort als Unterkunft für Erdbebenopfer eingesetzt zu werden. Anschließend kehrte das Schiff wieder nach Rabigh zurück. 1992 wurde die Marianna 9 als Wohnschiff ausgemustert.

## Die letzten Jahre

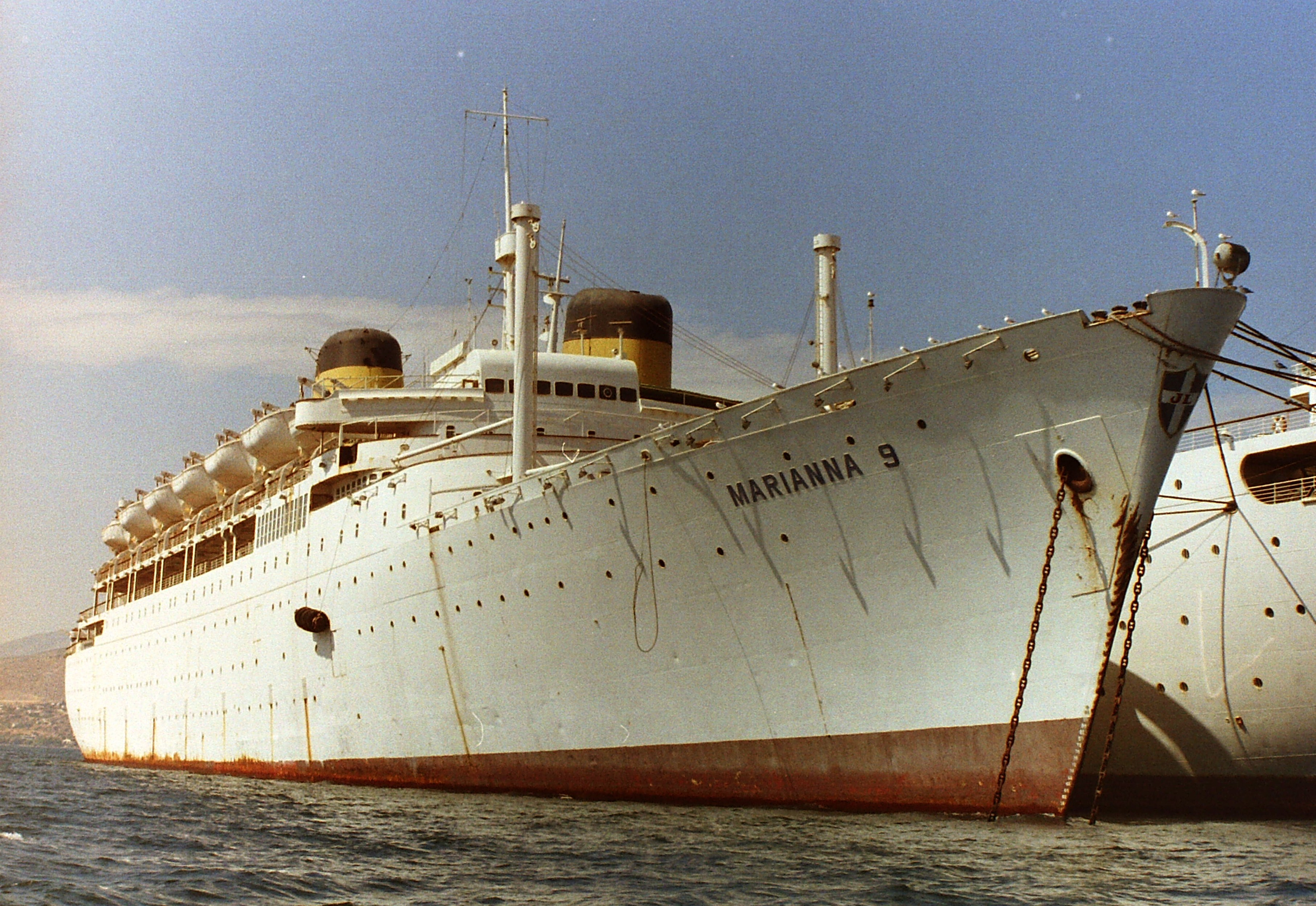
Die aufgelegte Marianna 9 in Eleusis, Juli 2000

Die Marianna 9 wurde am 30. Mai 1992 nach Eleusis geschleppt und zum Verkauf angeboten. In dieser Zeit lag das Schiff neben der Margarita L, dem ehemaligen Passagierschiff Windsor Castle von 1960, das ebenfalls jahrelang für Latsis als Wohnschiff eingesetzt wurde. Die Marianna 9 blieb 9 Jahre aufgelegt, bis sie im April 2001 zusammen mit der ebenfalls aufgelegten Marianna VI an einen indischen Schrotthändler verkauft wurde. Das Schiff wurde für seine letzte Reise in Mariann 9 umbenannt und anschließend ins indische Alang geschleppt, wo es am 8. Juli 2001 eintraf. Die Verschrottung begann wenige Tage später.
Die Margarita L blieb noch vier weitere Jahre lang in Eleusis liegen, bis sie ebenfalls zum Abwracken nach Alang verkauft wurde und dort am 20. Juli 2005 eintraf.

## Sonstiges
Trotz der vielen Besitzerwechsel und einer vierzigjährigen Laufbahn blieb die ehemalige Príncipe Perfeito bis zum Schluss im Originalzustand. Sowohl äußerlich als auch innerlich wurden keine nennenswerten Umbauten oder Modernisierungen vorgenommen, weshalb während der Abbrucharbeiten ein Teil der Ausstattung, vor allem kleinere Möbelstücke und Geschirr ausgebaut und verkauft wurde.
Am 9. Mai 2012 wurde in Portugal eine 65 Cent-Briefmarke mit einem Gemälde der Príncipe Perfeito als Motiv veröffentlicht. Die Auflage der Briefmarke betrug 185.000 Stück.